# 鳥取県道36号名和岸本線
鳥取県道36号名和岸本線（とっとりけんどう36ごう なわきしもとせん）は、鳥取県西伯郡大山町から西伯郡伯耆町に至る県道（主要地方道）である。

## 概要
西伯郡大山町富長から西伯郡伯耆町吉長に至る。

### 路線データ
- 起点：鳥取県西伯郡大山町富長（富長交差点、国道9号交点）
- 終点：鳥取県西伯郡伯耆町吉長（伯耆町役場交差点、鳥取県道53号淀江岸本線交点、鳥取県道284号大山寺岸本線終点、鳥取県道326号大山高原スマートインター線起点）

## 歴史
- 1993年（平成5年）5月11日 - 建設省から、県道名和岸本線が名和岸本線として主要地方道に指定される[1]。
- 2018年（平成30年）3月31日 - 鳥取県告示第223・224号により、西伯郡大山町高田・高田工業団地東口交差点 - 西伯郡大山町坊領間の経路を鳥取県道329号淀江琴浦線（大山広域農道） - 鳥取県道158号大山口停車場大山線経由に変更し、これにより通行不能区間が解消され、全線開通。また、大山広域農道の西伯郡大山町高田・高田工業団地東口交差点 - 西伯郡大山町神原・神原交差点間が同日鳥取県告示第219号により認定された鳥取県道329号淀江琴浦線との重複区間となった[2]。
- 2022年（令和4年）3月31日 - 鳥取県告示第153号により終点が西伯郡伯耆町大原から西伯郡伯耆町吉定交差点までの経路を伯耆町道岸本大原線経由に変更し、西伯郡伯耆町久古・伯耆町道岸本大原線交点 - 西伯郡伯耆町吉長・伯耆町役場交差点間が鳥取県道326号大山高原スマートインター線との重複区間となった。[3]。

## 路線状況

### 重複区間
- 鳥取県道329号淀江琴浦線・大山広域農道（西伯郡大山町高田・高田工業団地東口交差点 - 西伯郡大山町神原・神原交差点）
- 鳥取県道158号大山口停車場大山線（西伯郡大山町神原・神原交差点 - 西伯郡大山町鈑戸）
- 鳥取県道284号大山寺岸本線（西伯郡伯耆町小林 - 西伯郡伯耆町吉長・伯耆町役場交差点、終点）
- 大山広域農道（西伯郡伯耆町小林 - 西伯郡伯耆町丸山）
- 鳥取県道326号大山高原スマートインター線（西伯郡伯耆町久古 - 西伯郡伯耆町吉長・伯耆町役場交差点、終点）

## 地理

### 通過する自治体
- 西伯郡大山町
- 西伯郡伯耆町

### 交差する道路
| 交差する道路 | 市町村名 | 市町村名 | 交差する場所     | 交差する場所            |
| --- | -------- | -------- | ---------------- | ----------------------- |
| 国道9号 | 西伯郡   | 大山町   | 富長             | 富長交差点 / 起点       |
| 国道9号 / 名和淀江道路 | 西伯郡   | 大山町   | 茶畑             | [ 注釈 1 ]              |
| 鳥取県道329号淀江琴浦線 重複区間起点 大山広域農道 重複区間起点                                                                      | 西伯郡   | 大山町   | 高田             | 高田工業団地東口交差点  |
| 鳥取県道158号大山口停車場大山線 重複区間起点 鳥取県道243号中高妻木線 鳥取県道329号淀江琴浦線 重複区間終点 大山広域農道 重複区間終点 | 西伯郡   | 大山町   | 神原             | 神原交差点              |
| 大山町道 | 西伯郡   | 大山町   | 坊領             |                         |
| 鳥取県道305号大山佐摩線 | 西伯郡   | 大山町   | 今在家           | 大山保育所前交差点      |
| 鳥取県道158号大山口停車場大山線 重複区間終点                                                                                        | 西伯郡   | 大山町   | 鈑戸（たたらど） |                         |
| 鳥取県道314号赤松大山線 | 西伯郡   | 大山町   | 赤松             |                         |
| 鳥取県道24号米子大山線 | 西伯郡   | 大山町   | 赤松             |                         |
| 鳥取県道52号岸本江府線 鳥取県道284号大山寺岸本線 重複区間起点 大山広域農道 重複区間起点                                             | 西伯郡   | 伯耆町   | 丸山             |                         |
| 鳥取県道159号米子丸山線 大山広域農道 重複区間終点                                                                                   | 西伯郡   | 伯耆町   | 丸山             |                         |
| E73 米子自動車道 鳥取県道326号大山高原スマートインター線 重複区間起点                                                               | 西伯郡   | 伯耆町   | 久古             | 5-1 大山高原SIC         |
| 鳥取県道53号淀江岸本線 鳥取県道284号大山寺岸本線 重複区間終点 鳥取県道326号大山高原スマートインター線 重複区間終点                  | 西伯郡   | 伯耆町   | 吉長             | 伯耆町役場交差点 / 終点 |

### 交差する鉄道
- 山陰本線（庄内踏切）
- 伯備線（下岸本踏切）

### 沿線
- 大山
- JR西日本伯備線 岸本駅
- 伯耆町役場
- 日野川
- 伯耆町立岸本小学校（終点付近）
- 伯耆町立岸本中学校（終点付近）